# Asura phantasma
Asura phantasma là một loài bướm đêm thuộc phân họ Arctiinae, họ Erebidae.